# Willmars
Willmars är en kommun och ort i Landkreis Rhön-Grabfeld i Regierungsbezirk Unterfranken i förbundslandet Bayern i Tyskland.
Kommunen ingår i kommunalförbundet Ostheim vor der Rhön tillsammans med staden Ostheim vor der Rhön och kommunen Sondheim vor der Rhön.